# Zaporizhzhia (huyện)
Huyện Zaporizhzhia (tiếng Ukraina: Запорізький район, chuyển tự: Zaporizhzhias’kyi raion) là một huyện của tỉnh Zaporizhia thuộc Ukraina. Huyện Zaporizhzhia có diện tích 1462 km², dân số theo điều tra dân số ngày 5 tháng 12 năm 2001 là 54777 người với mật độ 37 người/km2. Trung tâm huyện nằm ở Zaporizhzhia.

## Lịch Sử
Vào năm 1770, pháo đài Oleksandrivsk được xây dựng nhằm mục đích kiểm soát người Cossacks Zaporozhian, những người đặt trụ sở tại đảo Khortytsya gần đó. Khu định cư này sau đó phát triển thành một thị trấn vào năm 1806 và trở thành một trung tâm vận chuyển hàng hóa chủ chốt qua đường sắt và đường sông vào những năm 1870. Thành phố chịu thiệt hại nặng nề trong giai đoạn Cách mạng Nga từ 1917 đến 1920, nhưng số phận của nó đã thay đổi đáng kể khi Trạm thủy điện Dnieper được xây dựng trong khoảng thời gian 1927-1932, khi đó là trạm thủy điện lớn nhất thế giới. Trong Thế chiến thứ hai, con đập bị phá hủy nhưng đã được tái thiết sau đó. Trong kỳ Xô Viết, nhà máy điện hạt nhân Zaporizhzhya, nằm ở phía tây nam thành phố gần Enerhodar, bắt đầu được xây dựng, trở thành một trong những cơ sở năng lượng hạt nhân lớn nhất châu Âu.